# 艾伦·伍德林
艾伦·伍德林（英語：Allen Woodring，1898年2月15日—1982年11月15日），美国前男子田径运动员，主攻短跑项目。他曾获得1920年夏季奥运会田径比赛男子200米金牌。退役后，他成为一名销售人员。